# Сёке, Ласло
Ласло Сёке (рум. Szoke Laszlo-Zsolt; род. 19 августа 1987) — румынский самбист и дзюдоист, чемпион и призёр первенств Румынии по дзюдо среди юниоров и молодёжи, 8-кратный чемпион, серебряный (2008, 2015, 2019, 2022) и бронзовый (2004, 2012) призёр чемпионатов Румынии по дзюдо, победитель и призёр международных турниров по самбо и дзюдо, бронзовый призёр чемпионата Балканских стран по дзюдо 2010 года, бронзовый призёр чемпионата Европы по самбо 2017 года, серебряный призёр Кубка Европы по самбо 2019 года, бронзовый призёр Кубка мира по самбо 2020 года, серебряный призёр чемпионата мира 2017 года, бронзовый призёр чемпионатов мира по пляжному самбо 2021 и 2022 годов. По самбо выступал в первой полусредней весовой категории (до 68 кг).